# インドの菜食主義

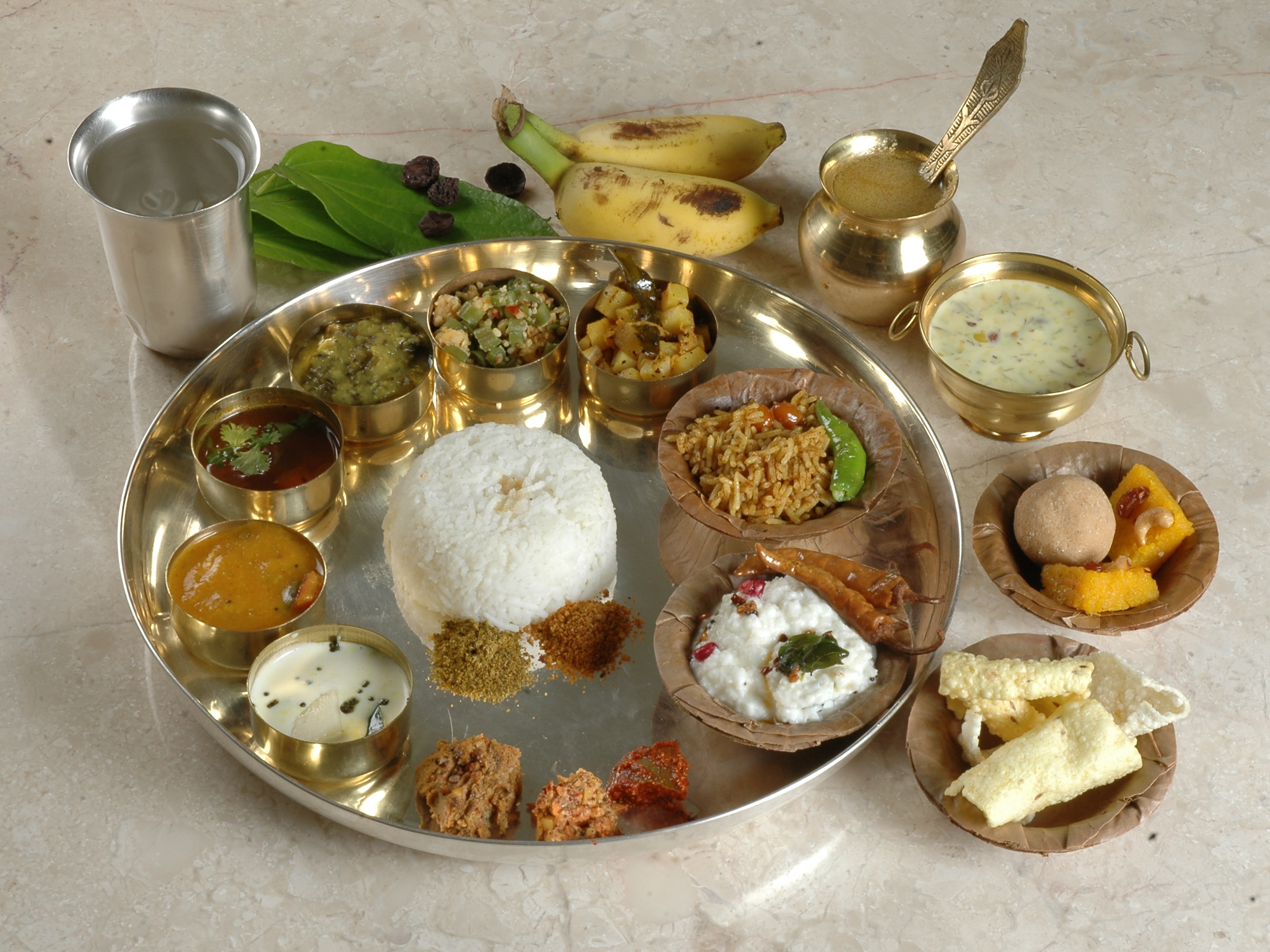
インドの菜食料理

インドは住民の40%が菜食主義者（ベジタリアン）である。思想的な起源はインド発祥のヒンドゥー教やジャイナ教の基本であるアヒンサー（非暴力・非殺生）であり、2000年以上の歴史がある。

## インドの菜食主義の歴史
インドにおける菜食主義は紀元前5-6世紀にさかのぼる。当時インド北部を支配していたアーリア人は半農耕・半牧畜の民族で、日常的に肉食をしていた。また彼らの宗教であるバラモン教は、司祭階級であるバラモンが神に対し動物や、時に人間の「犠牲」をささげる祭祀（動物供儀）を行っていた。当時都市の商人などに広まった仏教やジャイナ教は、動物供儀を否定しバラモンを批判した。この後バラモンは積極的に不殺生・菜食主義に移行してゆき、バラモン教もさまざまな外部要素を取り入れて現在のヒンドゥー教へと変貌して行った。ヒンドゥー教徒の生活規範を示したマヌ法典は紀元前2世紀から後2世紀にかけて編纂されたもので、供儀のための肉食は容認しているが無害の生き物を殺すことを否定している。
インドで菜食主義が普及した背景には、タンパク質が豊富な豆類が自生し、アフリカや他のアジアの大陸から多様な植物が渡来したことも理由の1つとされる。
バラモンを批判したジャイナ教は自身も非暴力を徹底し極端な菜食主義を続けているが、仏教では厳密には肉食を禁止しなかった。バラモン階級はインドのカーストの最上位に位置し菜食主義についても厳格に対応しているが、バラモンに続く上位階層も菜食主義を模倣している。なお一部のヒンドゥー教寺院、例えばコルカタのカーリーガート寺院では現在でも毎日ヤギが生贄として捧げられている。

## インドの菜食主義の範囲

インドの食品に付されるラベル。緑が菜食主義者用、赤が非・菜食主義者用

厳密に動物性の食物を口にしない菜食主義者（ピュア・ベジタリアン）もいるが、乳製品や卵、あるいは魚を食べる菜食主義者も存在する。その人が何を食べるが、何が食べられないかはその人の家系（宗教やカースト）によって決まっている。インドでは「血を流す」ことが大いなる穢れとみなされるため、血を流さずに入手できる乳製品を食べる乳菜食や、乳製品に加えて卵を口にする卵乳菜食もいる。一般に上位カーストの人ほど食物に対する規制が厳しい。
ピュア・ベジタリアンにはジャイナ教徒、保守的なヒンドゥー教徒、厳格なバラモン家系の人、修行者などがいる。野菜の中でも根菜類は「採取時に地中の虫を殺すことがある」ため、非暴力を重視するジャイナ教徒や、カシミール地方のバラモン階級の人は、これらを食べない。ベンガル地方のバラモン階級の人は、特別な日を除いて魚を食べることが許されているが、他地域の菜食主義者は精進料理の鰹節の出汁でとった味噌汁も飲まない。
インドの人口の約12%を占めるイスラム教や同じく2%を占めるスィク教は、肉食を禁じていない。

### 菜食主義の規律
個人の菜食主義のレベルは生まれた家系で決まっており、カーストと同様に変更できないものであった。マハトマ・ガンディーが若い頃に肉食をしたが、ロンドン留学に際し親戚から肉食を禁じられたためロンドンでは菜食を通したことや、1940年代に所属するカーストの決まりに反してチキンを食べた若者が長老会議にかけられたなどの逸話がある。しかし現在では西洋型食生活の情報がメディア経由で広まったせいでバラモン階級でも肉食へのタブーは揺らぎつつある。

## 菜食主義と飲酒
インドでは飲酒は悪弊として比較的忌避されるが、肉食のように「不可」と言うわけではない。インド人が酒を飲まない理由は「酔っ払って判断力が鈍ると、ベジタリアン料理と非ベジタリアン料理が区別できなくなってしまうから」である。

## エア・インディアの機内食
エア・インディアでは、菜食主義者が肉類を残し食品廃棄物を増加させていることに着目。2017年よりエコノミー席向けの機内食で、肉類を提供することをやめることを公表している。